# Jættedal

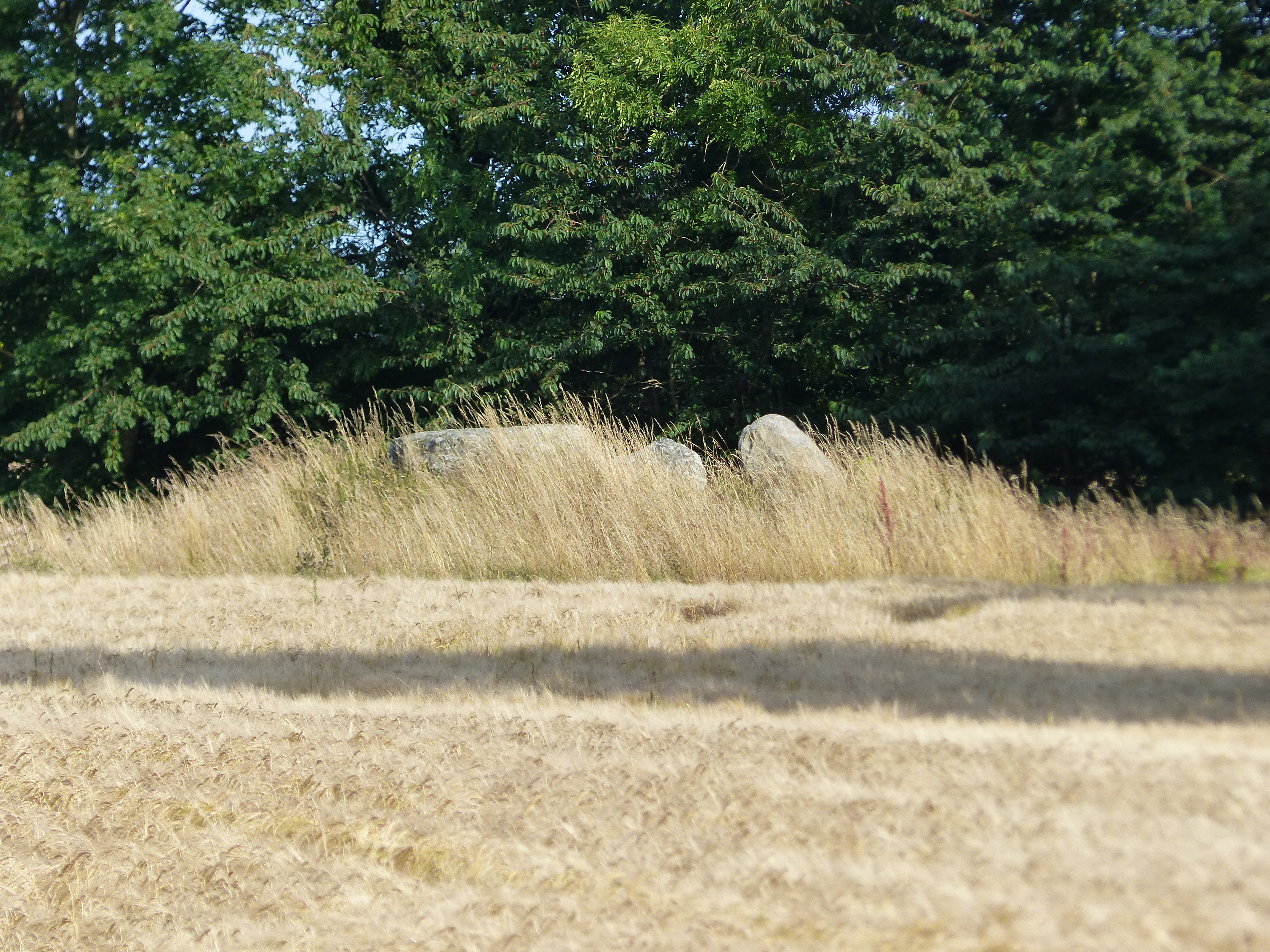
Grabhügel vom Dalegårdsvej gesehen

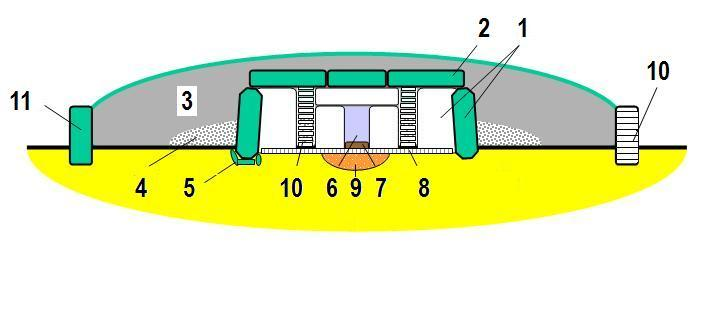
Schema Ganggrab (Querschnitt) 1=Trag-, 2= Deckstein, 3=Erdhügel, 4=Dichtung, 5=Verkeilsteine, 6=Zugang, 7= Schwellenstein. 8=Bodenplatten, 9=Unterbodendepots, 10=Zwischenmauerwerk 11=Randsteine

Jættedal (deutsch „Riesental“) ist ein kleines Ganggrab (dänisch Jættestue) am Dalegårdsvej, etwa drei Kilometer südöstlich von Aakirkeby auf der dänischen Insel Bornholm. Das Ganggrab wurde zwischen 3500 und 2800 v. Chr. während der Jungsteinzeit errichtet und gehört zu den Megalithanlagen der Trichterbecherkultur (TBK). Das Ganggrab ist eine Bauform jungsteinzeitlicher Megalithanlagen, die aus einer Kammer und einem baulich abgesetzten, lateralen Gang besteht. Diese Form ist primär in Dänemark, Deutschland und Skandinavien, sowie vereinzelt in Frankreich und den Niederlanden zu finden. Neolithische Monumente sind Ausdruck der Kultur und Ideologie neolithischer Gesellschaften. Ihre Entstehung und Funktion gelten als Kennzeichen der sozialen Entwicklung.

## Beschreibung
Der Erdhügel über der Megalithanlage wurde im 19. Jahrhundert entfernt. Die Anlage wurde 1883 von dem Amateurarchäologen Johan Jørgensen ausgegraben, der etwa 100 Bernsteinperlen fand. Die fast mannshohe Kammer besteht aus 11 Tragsteinen. Von den ursprünglich drei großen Decksteinen, sind zwei erhalten. Der Gang in der Kammer besteht aus acht kleineren Steinen. Das Hünengrab ist in den auf seine Errichtung folgenden 2500 Jahren genutzt bzw. nachgenutzt worden. 